# روسیتسا (استان ولیکو تارنوو)
روسیتسا (به بلغاری: Rositsa) یک منطقهٔ مسکونی در بلغارستان است که در استان ولیکو تارنوو واقع شده‌است.
 روسیتسا ۷٬۹۱۵ کیلومتر مربع مساحت و ۱۷۷ نفر جمعیت دارد و ۱۳۴ متر بالاتر از سطح دریا واقع شده‌است.